# Almir de Souza Fraga
Almir de Souza Fraga, besser bekannt als Almir, (* 26. März 1969 in Porto Alegre) ist ein ehemaliger brasilianischer Fußballspieler.

## Karriere

### 1989 bis 1993
Der 1,75 Meter große Stürmer begann seine Karriere 1989 in seiner Heimatstadt bei Grêmio Porto Alegre, bei welchem er zwei Jahre jeweils neun Ligaspiele absolvierte. Nach zwei Jahren beim Verein wechselte Almir zum FC Santos, bei welchem er für vier Jahre unter Vertrag stand. In seinem ersten Jahr bestritt er 19 Ligaspiele, in denen er vier Tore erzielte. 1991 kam er in 17 Ligaspielen zum Einsatz, zweimal konnte er ein Tor erzielen. Im Jahre 1992 absolvierte Almir 24 Ligaspiele und erzielte dabei drei Treffer. In seiner letzten Spielzeit bestritt er 14 Ligaspiele und konnte vier Bälle ins Tor befördern. Während der vier Jahre stand Almir in 74 Ligaspielen auf dem Feld und konnte am Ende 13 Tore vorweisen.

### 1994 bis 1996
Nach fünf Jahren in Brasilien wechselte er zum japanischen Verein Shonan Bellmare, bei welchem er für drei Jahre unter Vertrag stand. In seinem ersten Jahr absolvierte er 38 Ligaspiele und konnte siebenmal ins Tor schießen. 21 Ligaspiele bestritt er im Jahr 1995, in denen er achtmal den Ball ins Tor befördern konnte. In seinem letzten Jahr stand Almir neunmal auf dem Feld und erzielte zwei Tore. Im Jahr 1995 wurde Almir an den FC São Paulo ausgeliehen, bestritt 16 Ligaspiele und schoss sechs Tore.

### 1996 bis 2000
1997 unterschrieb er einen Ein-Jahres-Vertrag bei Atlético Mineiro, in diesem Jahr absolvierte der Stürmer 24 Ligaspiele und schoss viermal ins Tor. Nach dem Jahr wechselte zu Palmeiras São Paulo, auch dort stand Almir nur für eine Saison im Kader. Während der Spielzeit bestritt er 15 Ligaspiele, blieb für Palmeiras allerdings torlos. 1999 wechselte er zum Internacional Porto Alegre, bei welchem er in diesem Jahr 13 Ligaspiele absolvierte und ein Tor schoss. In der Saison 1999/00 wagte er erstmals den Sprung nach Europa und unterschrieb einen Vertrag beim türkischen Verein Gaziantepspor, wo er 14 Ligaspiele bestritt und zweimal ins Tor traf.

### 2000 bis 2004
Nach dem Jahr in der Türkei kehrte er wieder nach Brasilien zurück und unterschrieb einen Vertrag bei Sport Recife, bei welchem er 19 Ligaspiele ohne Torerfolg absolvierte. 2001 wechselte er zur AD São Caetano, wo er in sechs für ihn torlosen Spielen zum Einsatz kam. Zur Saison 2001/02  wechselte Almir zum mexikanischen Verein CF La Piedad. Dort absolvierte er 16 Ligaspiele und konnte fünf Tore erzielen. Nach der Saison in La Piedad wechselte er zum Querétaro FC, bei welchem er 18 Ligaspiele bestritt und zwei Tore schießen konnte. In der Saison 2003/04 stand er beim Ligakonkurrenten Atlas Guadalajara unter Vertrag.

### 2004 bis 2008
2004 wechselte Almir zum mexikanischen Verein Lobos de la BUAP. Nach einem Jahr in Mexiko und drei Jahren in Italien kehrte er wieder in sein Heimatland Brasilien zurück und unterschrieb einen Vertrag beim SC Ulbra Ji-Paraná. Von 2006 bis 2008 war er beim Porto Alegre FC unter Vertrag. In seinem letzten Jahr stand er beim Mogi Mirim EC unter Vertrag und beendete nach dem Jahr seine Karriere.

### Nationalmannschaft
Von 1990 bis 1993 bestritt Almir fünf torlose A-Länderspiele für die brasilianische Fußballnationalmannschaft.

## Erfolge
Grêmio
- Staatsmeisterschaft von Rio Grande do Sul: 1987, 1988, 1989, 1990
- Copa do Brasil: 1989
- Supercopa do Brasil: 1990

São Paulo
- Copa Conmebol Master: 1996

Atlético Mineiro
- Copa Conmebol: 1997

Palmeiras
- Copa Mercosur: 1998
- Copa do Brasil: 1998

Sport Recife
- Copa do Nordeste: 2000
- Staatsmeisterschaft von Pernambuco: 2000